# Carmen Bernos de Gasztold
Carmen Bernos de Gasztold (Arcachon, 9. listopada 1919. – Jouques, 23. rujna 1995.) bila je francuska pjesnikinja koja je živjela u benediktinskoj opatiji.

## Životopis
Carmen Bernos de Gasztold rođena je 9. listopada 1919. u Arcachonu.  Imala je petero sestara i braće. Nakon Drugog svjetskog rata otišla je živjeti u benediktinsku opatiju Saint Louis du Temple u Limonu.
Umrla je 23. rujna 1995. u Jouquesu.
Njezina najpoznatija zbirka nosi naslov „Molitve iz korablje”. To djelo iz 1955. sastoji se od kratkih pjesama, od kojih svaka izražava molitvu neke životinje na Noinoj arci.

## Prijevodi na hrvatski
- „Molitve iz korablje i Koral životinja”, Kršćanska sadašnjost, Zagreb, 1978., 1993., 1996., 2017., prijevod: Mirko Polgar.[2]

### Članci
- Ivančić, Tomislav. 1978. Carmen Bernos de Gasztold, Molitve iz korablje i koral životinja. Bogoslovska smotra. Kršćanska sadašnjost. Zagreb.  (48): 354–355

### Mrežne stranice
- Carmen Bernos de Gasztold (1919-1995) (engleski). Bibliothèque nationale de France. Pristupljeno 27. svibnja 2023.